# Selenipedium aequinoctiale
Selenipedium aequinoctiale är en orkidéart som beskrevs av Leslie Andrew Garay. Selenipedium aequinoctiale ingår i släktet Selenipedium och familjen orkidéer.
Artens utbredningsområde är Ecuador. Inga underarter finns listade i Catalogue of Life.